# Avisa Nordland

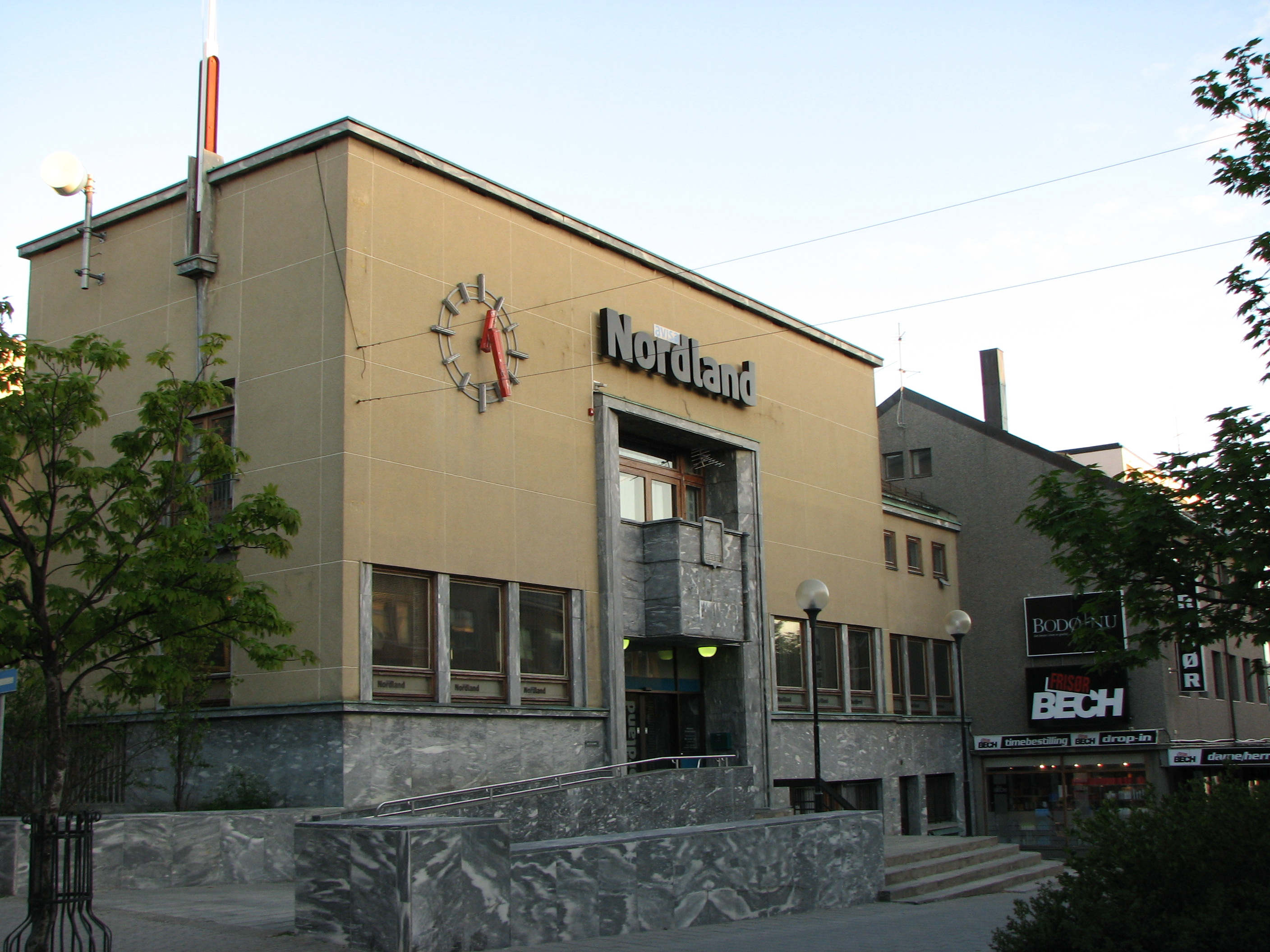
Avisa Nordlands lokaler

Avisa Nordland är en norsk dagstidning som utges i Bodø i Nordland fylke. Tidningen grundades 2002 genom en sammanslagning av Nordlandsposten och Nordlands Framtid. Den norska A-pressen är (2006) majoritetsägare (62 procent). 2016 var total upplagan var 17 862 exemplar.